# بيل مور (لاعب كرة قاعدة أمريكي)
بيل مور (بالإنجليزية: Bill Moore)‏ هو لاعب كرة قاعدة أمريكي، ولد في 3 سبتمبر 1902 في كورنينغ في الولايات المتحدة، وتوفي بنفس المكان في 24 يناير 1984.

## وصلات خارجية
- بيل مور (لاعب كرة قاعدة أمريكي) على موقعبيزبول رفرنس.كوم (الدوري الرئيسي) (الإنجليزية)